# الوڭوم
الوڭوم هي جماعة قروية بإقليم طاطا في جهة سوس ماسة جنوب المغرب، وهي تبعد عن مدينة طاطا بـ 160 كلم، وتضم 8418 نسمة حسب الإحصاء العام للسكان والسكنى لسنة 2014.

## التعليم
قائمة بالمؤسسات التعليمية في الوڭوم:
- مجموعة مدارس الوڭوم
- مجموعة مدارس ايليغ
- مجموعة مدارس لخرويعة
- مجموعة مدارس اسمليل
- إعدادية الإمام الغزالي
- ثانوية الجولان

## السياحة
يوجد في الوڭوم فندق الفيجة وهو فندق من فئة 4 نجوم، ويستقبل السياح وزوار هذه المنطقة التي تزخر بمؤهلات سياحية وطبيعية.